# Álvaro Obregón (distrikt)
 Álvaro Obregón är en av Mexico Citys 16 distrikt, delegación. Distriktet har fått sitt namn efter en mexikansk president efter revolutionstiden i början på 1920-talet. Álvaro Obregón blev mördad i detta område. A. Obreón är ett välmående område med berg i väster och colonias så som Pedregal och San Angel. Större stråk genom området är Periférico
Det finns en välkänd konstmarknad i San Angel och inrymt i en fd hacienda ligger restaurangen San Angel Inn.